# لامار (میزوری)
لامار، میزوری (به انگلیسی: Lamar) یک شهر در میزوری است که در شهرستان بارتون، میزوری واقع شده‌است.

## خصوصیات
لامار ۱۴٫۰۶ کیلومترمربع مساحت و ۴٬۵۳۲ نفر جمعیت دارد و ۲۹۳ متر بالاتر از سطح دریا واقع شده‌است.